# 山本実 (ラグビー選手)
山本 実（やまもと みのり、1996年12月9日 - ）は、日本の女子ラグビーユニオン選手。

## プロフィール
- 神奈川県出身[1]。
- 身長 168cm、体重 63kg
- ７人制ユース日本代表に選ばれたことがある[2]。
- 15人制女子日本代表に選ばれたことがある[3]。
- Cap番号は141。Cap数は24（2023年6月現在）。
- ポジションはスタンドオフ(SO)。

## 来歴
2015年、東海大相模高校卒業後、日本体育大学に入る。
2017年、女子ラグビーワールドカップ2017の15人制女子日本代表に選ばれた。
2019年、日本体育大学卒業後、三重パールズに加入。
2021年、ウスター・ウォリアーズへ期限付き移籍。
2022年、女子ラグビーワールドカップ2021の15人制女子日本代表に選ばれた。
2023年12月、イングランドのセール・シャークスに入団した。